# Kurt Widmaier
Kurt Widmaier (* 19. Mai 1950 in Bad Waldsee) ist ein baden-württembergischer Politiker der CDU. Von 1988 bis 1998 war er Regierungsvizepräsident im Regierungsbezirk Tübingen und von 1999 bis 2015 Landrat des Landkreises Ravensburg.

## Ausbildung und Beruf
Kurt Widmaier wuchs in Aulendorf, Bad Waldsee, Wangen im Allgäu und Rottweil auf. In Wangen legte er 1970 sein Abitur ab. Nach dem Wehrdienst in Mengen und Meßstetten studierte er Rechtswissenschaft in Tübingen. Dort wurde er 1971 Mitglied der katholischen Studentenverbindung AV Cheruskia Tübingen im Cartellverband der katholischen deutschen Studentenverbindungen (CV). Während des Studiums arbeitete er als Journalist bei der Schwäbischen Zeitung. Von 1979 bis 1981 war er Leiter des Rechts- und Presseamts der Stadt Kornwestheim.

## Politische Karriere
Ab Oktober 1981 war Widmaier Referent im Sozialministerium Baden-Württemberg, ab dem 1. Januar 1983 persönlicher Referent von Sozialminister Dietmar Schlee. Als Schlee nach der Landtagswahl 1984 zum Innenminister ernannt wurde, wechselte auch Widmaier ins Innenministerium.
Im August 1988 wurde er Regierungsvizepräsident im Regierungsbezirk Tübingen. Von 1998 bis 1999 war Widmaier Geschäftsführer der Akademie für Technikfolgenabschätzung in Baden-Württemberg.
Am 3. August 1999 wurde Widmaier im ersten Wahlgang mit 46 von 78 Stimmen vom Kreistag zum Landrat gewählt und setzte sich damit gegen seinen Mitbewerber, den Ersten Bürgermeister von Ravensburg, Hans Georg Kraus, durch, der 27 Stimmen erhielt.
Am 2. August 2007 wurde er ohne Gegenkandidat im ersten Wahlgang vom Kreistag mit 59 von 62 abgegebenen Stimmen bei drei Enthaltungen in diesem Amt wiedergewählt.

## Weitere Ämter
Widmaier ist Vorsitzender des Stiftungsrates der Deutschen Kinderkrebsnachsorge – Stiftung für das chronisch kranke Kind und Mitglied im Aufsichtsrat des Zentrums für Psychiatrie Weissenau.
In seiner Funktion als Landrat war von 2006 bis 2012 Vorsitzender des Verwaltungsrats des Zweckverbands Oberschwäbische Elektrizitätswerke (OEW) und von 2012 bis 2015 stellvertretender OEW-Verwaltungsratsvorsitzender. Zudem war er Vorsitzender des Verwaltungsrats der Kreissparkasse Ravensburg, Aufsichtsratsvorsitzender der Oberschwabenklinik GmbH und der Bodensee-Oberschwaben-Verkehrsverbundgesellschaft mbH sowie Aufsichtsratsmitglied der EnBW Energie Baden-Württemberg AG.